# 清水土家族乡
清水土家族乡是中华人民共和国重庆市云阳县下辖的一个民族乡。

## 行政区划
清水土家族乡下辖以下村级行政区划单位：
磁溪村、大堰村、龙洞村、清水村、宝台村、火埠村、竹台村、钢厂村、山夹村、盐坝村、七里村、桐麻村、歧山村、庙湾村和建兴村。